# Pembroke (Ontario)
Pembroke es una localidad canadiense de la provincia de Ontario

## Geografía
Pertenece a la provincia de Ontario. Se encuentra al noroeste de la ciudad de Ottawa, en la orilla sur del lago Allumette, un ensanchamiento del río Ottawa.

## Historia
A comienzos del siglo XX, en 1901, la localidad, capital del condado de Renfrew, tenía contabilizada una población de 5156 habitantes. A ella llegaban las vías de Canadian Pacific y Canada Atlantic Railways. Era por aquel entonces un importante centro de comercio de madera, con aserraderos, molinos de grano y fábricas de tejidos y hachas. Las aguas del río Muskrat eran aprovechadas para obtener energía hidráulica.